# D'Yrsan
D'Yrsan  était une de ces marques de cyclecar, créée par Raymond Siran de Cavanac (ancien de chez Sandford) en 1923 (jusqu’en 1930).

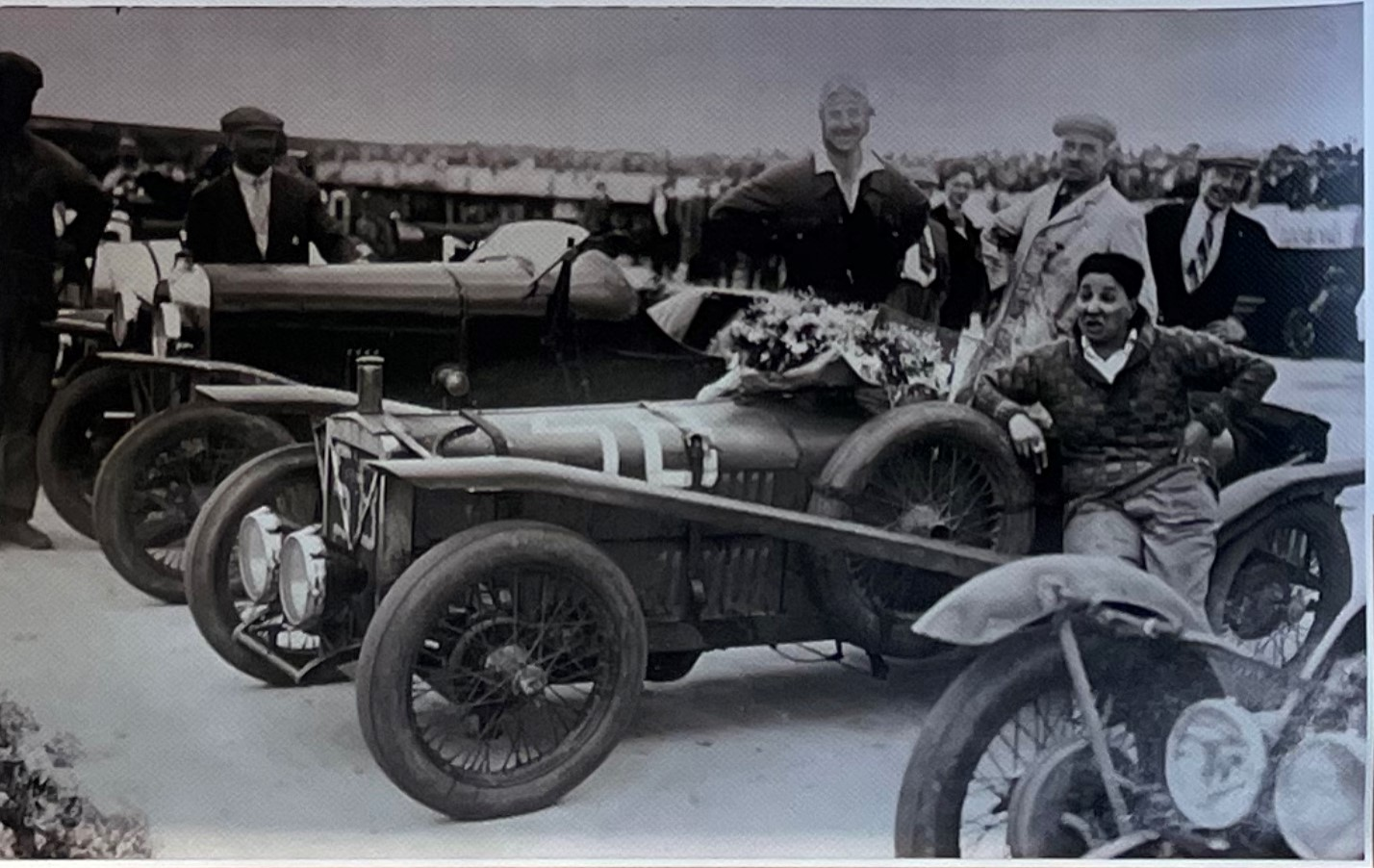
Violette MORRIS après les 24H de Paris les 14 et 15 aout 1927. Elle a partagée le volant de la d'Yrsan 4 roues avec Raymond Siran de Cavanac, son constructeur.

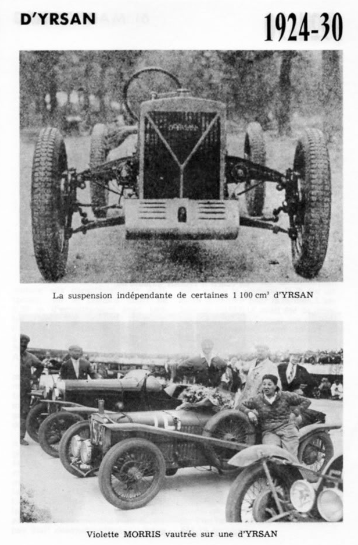
Modèle d'Yrsan 4 roues conduit par la pilote Violette MORRIS

En 1927, le constructeur participa, avec Violette Morris, au 24H de Paris (première édition) les 14 et 15 aout, au volant de la d'Yrsan 4 roues.